# 캠프 스탠리
캠프 스탠리(Camp Stanley)는 대한민국 경기도 의정부시 고산동에 있는 제8군 (미국)의 군영이다. USAG 레드 클라우드 관리단에서 관리하고 있다. 제501지원여단 예하 제194전투유지지원대대에 배속된 제46수송중대, 제61정비중대, 그리고 제55헌병중대의 여러 파견대 등이 주둔하고 있다.

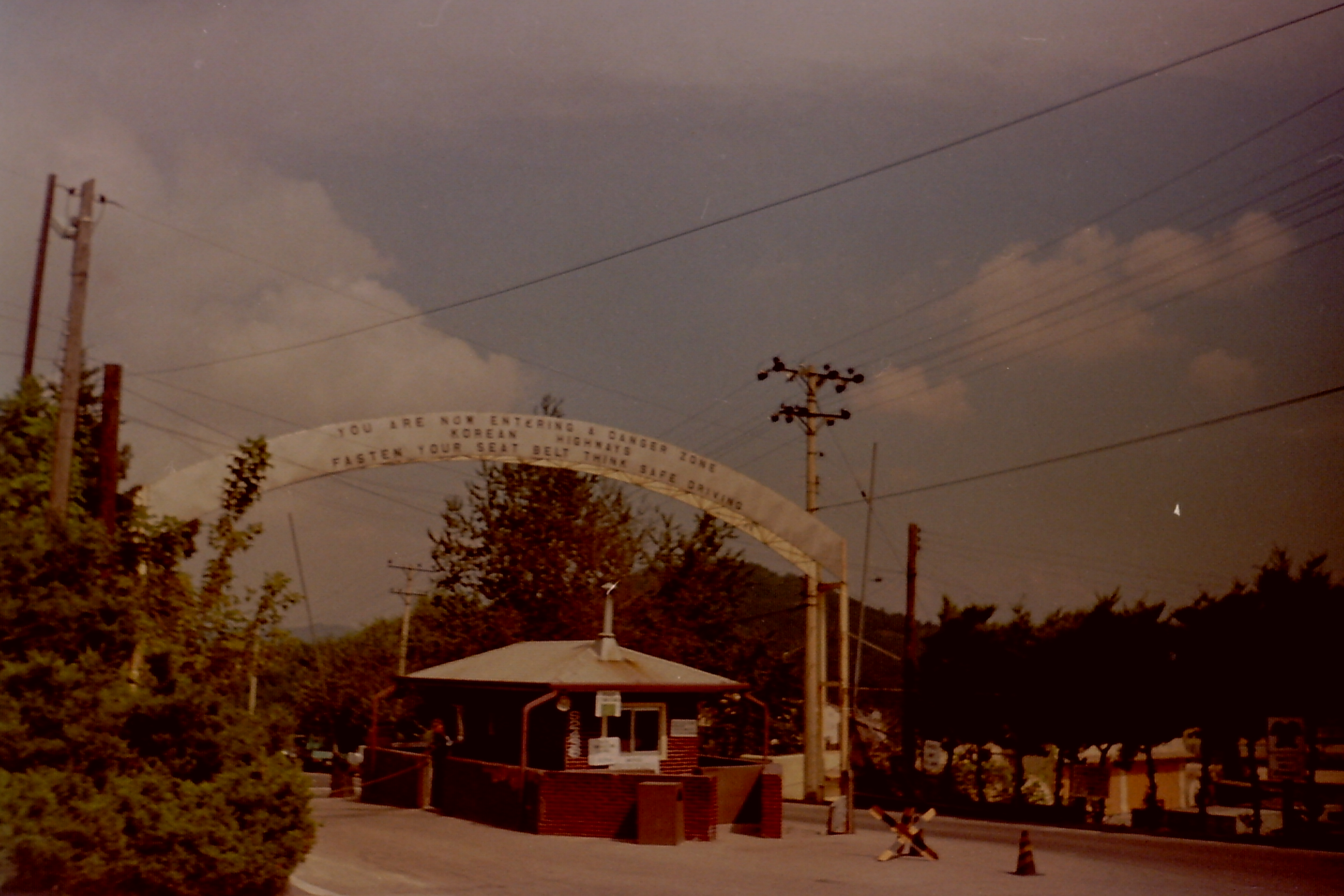
1996년의 캠프 스탠리의 남측 정문

1955년 천막 마을로 세워져, 1969년에 건물이 세워지기 시작하였다. 헬기장을 제외한 부대 대부분이 2017년도를 기점으로 폐쇄되었고, 인근 대학교로 부지를 이전하기로 예정되어 있다.

## 시설
| - 치과 - 장병 의료소 - 예방 치료 및 산업 위생 | - 시민 활동센터 - 라이브러리 - 볼링장 - 실내 수영장 - 테니스/농구 코트 - 소프트볼/야구장 - 체육관 - 헬스장 - 술집과 레스토랑, Reggies | - 군매점 - 매점 - 버거킹 - 앤서니 피자 - 로빈 후드 샌드위치 - 양복점 - 기념품 가게 - 동전과 장식장 가게 - 전기제품 가게 - 인터넷 휴대폰 가게 - 피자 배달 (볼링 엘리와 앤서니) - 이발소 / 미용실 - 카투사 스낵바 (한국 음식) |

## 같이 보기
- 캠프 라과디아
- 캠프 레드 클라우드
- 캠프 시어스
- 캠프 에세이욘
- 캠프 인디언
- 캠프 잭슨
- 캠프 카일
- 캠프 케이시/USAG 케이시 엔클레이브
  - 캠프 캐슬
  - 캠프 호비
- 캠프 폴링 워터
- 캠프 피리라우

## 참고
- “Camp Stanley” (영어). globalsecurity.org. 2015년 12월 18일에 확인함.